# Ain Kaalep
Ain Kaalep (ur. 4 czerwca 1926 w Tartu, zm. 9 czerwca 2020 tamże) – estoński językoznawca, poeta, pisarz i tłumacz.

## Życiorys
Uczył się w gimnazjum w Tartu. Ochotniczo służył w fińskim pułku piechoty, w związku z czym 1946–1947 był więziony przez radzieckie władze okupacyjne. W 1956 ukończył studia na Uniwersytecie w Tartu (studia z zakresu języków ugrofińskich). Następnie pracował na uniwersytecie, zajmując się tłumaczeniami. Zajmował się też filologią klasyczną. Od 1989 do 2001 był redaktorem naczelnym czasopisma „Akademia”. W 2002 został profesorem sztuk wyzwolonych na Uniwersytecie w Tartu. Pisał klasyczne w formie i refleksyjno-intelektualne wiersze, m.in. Samarkandi vihik (Samarkandzki zeszyt, 1962), Järvemaastikud (Jeziorne pejzaże, 1968), Klaasmaastikud (Szklane pejzaże, 1971), Kuldne Aphrodite ja teisi luuletusi (Złota Afrodyta i inne wiersze, 1986). Pisał również opowiadania i sztuki, m.in. Jumalatosin (Ojciec chrzestny, 2008), Minu silmad ja sinu silmad (Moje oczy i twoje oczy, 1965). Tłumaczył poezję światową od starożytności po współczesność (Peegelmaastikud - Lustrzane pejzaże, t. 1–2, 1976–1980), głównie z języka niemieckiego, francuskiego i hiszpańskiego na estoński. Przetłumaczył dzieła m.in. Sofoklesa, Goethego, Villona, Baudelaire'a, Hessego, Manna, Vallejo, Garcii Lorki, Pessoa, Hikmeta, Préverta, Dürrenmatta, Frischa, Paza, Eicha i innych. Opublikował zbiory esejów krytycznoliterackich Maavallast ja maailmakirjandusest (Maavalla i literatura światowa, 1984) i Kolm Lydiat (1997). Był członkiem Kongresu Estońskiego, a także Zgromadzenia Konstytucyjnego. Był honorowym obywatelem Elvy. W 1996 został odznaczony Orderem Herbu Państwowego III klasy. Otrzymał też wiele nagród literackich, m.in. nagrody im. Jaana Krossa (2010).